# Afroamerikanska religioner

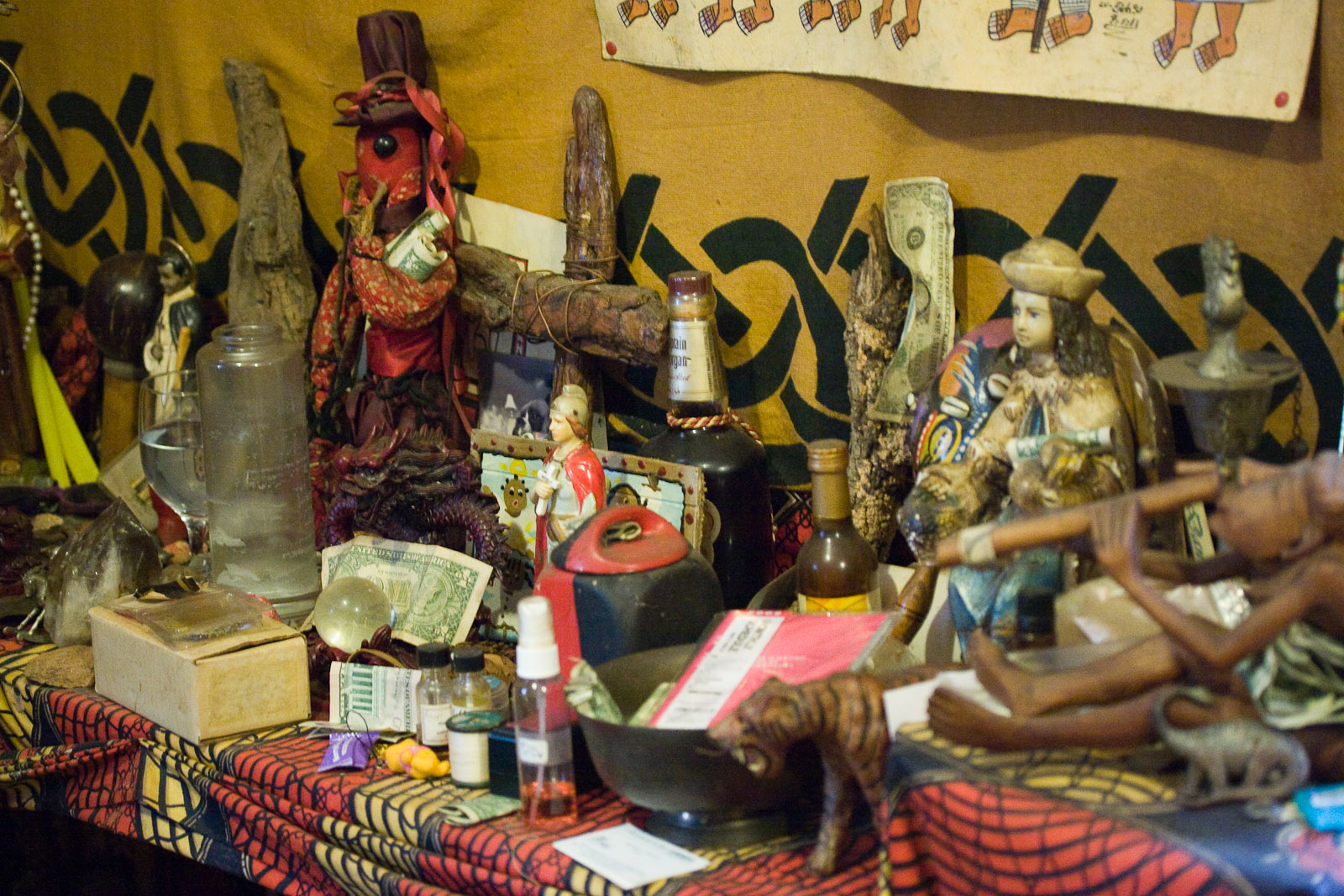
Exempel på Louisiana-Tradition Voodooaltare i ett tempel i New Orleans.

Afro-amerikanska religioner (även kända som afrikanska diasporiska religioner eller New World-traditioner) är ett antal relaterade religioner som utvecklats i Amerika i olika nationer som Latinamerika, Karibien och södra USA. De härstammar från afrikanska traditionella religioner (i västra och centrala Afrika), inhemska amerikanska och europeiska traditioner och övertygelser.

## Karakteristiska kännetecken
Afro-amerikanska religioner innebär vördnad för förfäder, och inkluderar en högsta skapare tillsammans med en pantheon av gudomlig ande, såsom bland annat Orisha, Loa, Nkisi och Alusi. Förutom synkretismen av dessa olika afrikanska traditioner, ingår många delar av nya världens religioner som inhemska amerikanska, europeiska, kardecistiska, spiritualistiska, kristna, islamiska, judiska, hinduiska och buddhistiska traditioner.

## Lista över traditioner
| Afroamerikanska religioner | Afroamerikanska religioner | Afroamerikanska religioner | Afroamerikanska religioner                                                                                    | Afroamerikanska religioner                                                               |
| Religion                   | Område                     | Förfäders rötter           | Även praktiserad i                                                                                            | Anmärkningar                                                                             |
| -------------------------- | -------------------------- | -------------------------- | --- | ---------------------------------------------------------------------------------------- |
| Candomblé                  | Brasilien                  | Yoruba                     | Argentina, Colombia, Uruguay, Venezuela, USA                                                                  |                                                                                          |
| Umbanda                    | Brasilien                  | Yoruba                     | Argentina, Uruguay, Venezuela, USA                                                                            |                                                                                          |
| Quimbanda                  | Brasilien                  | Kongo                      | Argentina, Uruguay, United States                                                                             |                                                                                          |
| Santería                   | Kuba                       | Yoruba                     | Argentina, Brasilien, Colombia, Dominikanska republiken, Mexiko, Panama, Puerto Rico, USA, Uruguay, Venezuela |                                                                                          |
| Kubansk vodu               | Kuba                       | Fon, Ewe                   | Dominikanska Republiken, Puerto Rico, USA                                                                     |                                                                                          |
| Palo                       | Kuba                       | Kongo                      | Dominikanska Republiken, Puerto Rico, USA                                                                     |                                                                                          |
| Abakuá                     | Kuba                       | Ekpe                       | USA | Sekten Annang, Efik, Ibibio, Ekoi, and Igbo.                                             |
| Dominikansk vudu           | Dominikanska Republiken    | Fon, Ewe                   | USA |                                                                                          |
| Haitian Vodou              | Haiti                      | Fon, Ewe                   | Kanada, Dominikanska Republiken, USA                                                                          |                                                                                          |
| Obeah                      | Jamaica                    | Igbo, Akan                 | Bahamas, Barbados, Belize, Dominica, Grenada, Guyana, Suriname, Trinidad och Tobago, Jungfruöarna, USA        | Liknar Hoodoo folkmagi. Härstammar från Igbo 'obia' (or dibia, Mall:Lang-ig) traditions. |
| Kumina                     | Jamaica                    | Kongo                      | USA |                                                                                          |
| Winti                      | Surinam                    | Akan                       | Guyana, Nederländerna, USA                                                                                    |                                                                                          |
| Spiritual Baptist          | Trinidad och Tobago        | Yoruba                     | Bahamas, Barbados, Kanada, Jamaica, USA                                                                       |                                                                                          |
| Trinidad Orisha            | Trinidad och Tobago        | Yoruba                     | USA |                                                                                          |
| Louisiana Voodoo           | Södra USA                  | Fon, Ewe                   | USA |                                                                                          |

Andra närbesläktade regionala religioner inkluderar:
- Puertoricansk Vudu eller Sanse (Fon och Ewe, Puerto Rico)
- CoMFA (blandning av Igbo, Akan, Kongo, och Yoruba kunskapstraditioner, tillsammans med inhemska amerikanska, asiatiska och europeiska element, Guyana)
- Xangô de Recife (Yoruba, Brasilien)
- Xango do Nordeste (Yoruba, Brasilien)
- Tambor de Mina (Yoruba, Brasilien)
- Santo Daime (folklig katolicism och spiritism, Brasilien)
- Espiritismo (blandning av inhemska amerikanska, afrikanska, europeiska och asiatiska övertygelse, Puerto Rico)
- Hoodoo (blandning av västra Afrika, inhemska amerikanska och europeiska traditioner, Mississippi Delta)